# 索倫森斯 (加利福尼亞州)
索倫森斯（英語：Sorensens）是位於美國加利福尼亞州阿爾派恩縣的一個非建制地區。該地的面積和人口皆未知。

## 地理
索倫森斯的座標為38°46′28″N 119°54′11″W / 38.77444°N 119.90306°W，而該地的平均海拔高度為2109米（即6919英尺）。